# Соколова, Ольга Анатольевна
Ольга Анатольевна Соколова (род. 26 декабря 1969, Великие Луки, Псковская область) — советская, позднее российская велогонщица.

## Карьера
С 1988 года выступала за московское «Динамо». Проходила подготовку под руководством тренера Юрия Павловича Карпенкова.
Двукратный чемпион мира по шоссейному велоспорту в командной гонке (1993, 1994).
Двукратный чемпион Россиипо шоссейному велоспорту в групповой гонке (1993, 1994).
Окончила Великолукский институт физической культуры и спорта.